# Venetian Centre for Baroque Music
Le Venetian Centre for Baroque Music (« Centre de musique baroque de Venise ») est un centre vénitien créé en 2010 par Olivier Lexa,,,,, et inauguré en juin 2011 ayant pour mission la valorisation de la musique baroque vénitienne.
Il a été fondé à la suite du constat qu'au début du XVIIe siècle, Venise a inventé l’opéra public, la sonate et le concerto, donnant son véritable acte de naissance à la musique baroque. Or jusqu’à la création du Centre, cette histoire était connue, racontée et illustrée dans le monde entier, mais peu dans la cité des doges ; les chefs-d’œuvre de Claudio Monteverdi et Francesco Cavalli étaient moins joués à Venise qu'ailleurs.

## Recherche
Le Centre tient annuellement des journées d’études et colloques, en partenariat avec des institutions internationales telles que l’Université Ca' Foscari, l’Istituto Veneto, la Bibliothèque nationale de France ou le Festival international d'art lyrique d'Aix-en-Provence.

## Opéras et concerts
Aboutissement du travail scientifique, le Festival Monteverdi Vivaldi est programmé chaque été à Venise par le Centre, dans différents palais privés dont le Palais Pisani Moretta, ainsi qu'au Teatro La Fenice, à la Basilique Saint-Marc, à la François Pinault Foundation, à la Fondation Prada et à l’UNESCO. Le Festival Monteverdi Vivaldi reçoit ainsi pour la première fois dans la cité des doges Les Arts Florissants en juillet 2011 ; et, par la suite, Jordi Savall, René Jacobs, Rinaldo Alessandrini, Fabio Biondi, Leonardo García Alarcón, Gabriel Garrido, Andrea Marcon, Vincent Dumestre, Benjamin Lazar, Alan Curtis, Jean Tubéry et Claudio Cavina.
Le Festival Monteverdi Vivaldi s’accompagne tout au long de l’année d’une diffusion des concerts en dehors de Venise, grâce à un réseau de partenaires internationaux.

## Soutiens
Depuis 2011, le Conseil honoraire du Venetian Centre for Baroque Music est présidé par la romancière Donna Leon, bientôt rejointe par Cecilia Bartoli, Philippe Sollers, Vikram Seth, la princesse Constance de Polignac, Lord John Browne of Madingley, Gilles Etrillard, Jean-François Dubos, Lawrence Lovett et Axel Vervoordt. Ses activités sont financées par des sponsors au premier rang desquels on trouve le groupe LFPI,,, mais aussi des mécènes privés et par une Association des Amis du Venetian Centre for Baroque Music, présidée par Patrick Le Lay.